# Polyrhachis lata
Polyrhachis lata är en myrart som beskrevs av Carlo Emery 1895. Polyrhachis lata ingår i släktet Polyrhachis och familjen myror. Inga underarter finns listade i Catalogue of Life.